# Mont Beauvoir
Le mont Beauvoir est une montagne culminant à 1 313 m d'altitude sur la commune de Saint-Jean-de-Couz, au sud du département français de la Savoie.
Le mont Beauvoir fait partie du massif du Jura.

## Géographie
Le mont Beauvoir forme une crête sud-ouest/nord-est et est principalement composé de forêt (conifères).

## Accès
On peut y accéder par la route départementale 1006 depuis Saint-Jean-de-Couz ou après le tunnel des Échelles.